# Homer Stille Cummings
Pour les articles homonymes, voir Cummings.
Homer Cummings, né le 30 avril 1870 à Chicago (Illinois) et mort le 10 septembre 1956 à Stamford (Connecticut), est un homme politique américain. Membre du Parti démocrate, il est procureur général des États-Unis entre 1933 et 1939 dans l'administration du président Franklin Delano Roosevelt.